# Randy Bachman
Pour les articles homonymes, voir Bachman.
Randolph Charles Bachman, (Officier de l’Ordre du Canada, Ordre du Manitoba) (/ ˈbækmən /;) né le 27 septembre 1943 à Winnipeg au Manitoba, est un musicien canadien, guitariste soliste, bassiste occasionnel, auteur-compositeur-interprète et chanteur des groupes rock Chad Allan and the Expressions, The Guess Who, Brave Belt, Bachman-Turner Overdrive, Ironhorse, Union, Bachman & Cummings et Bachman & Turner et a aussi publié des albums solo. Il est également une personnalité de la radio nationale sur CBC Radio, animant l'émission de musique hebdomadaire, Vinyl Tap. Bachman a été intronisé au Musicians Hall of Fame and Museum en 2016.

## Jeunesse et éducation
Né à Winnipeg, au Manitoba, de Karl Charles Bachman et Anne Nancy Dobrinsky, Bachman est d'ascendance allemande de par son père et ukrainienne de par sa mère. À l'âge de trois ans, il a remporté un concours de chant à l'émission télévisée King of the Saddle de CKY et à l'âge de 5 ans, il a commencé à étudier le violon au Royal Toronto Conservatory. Il a étudié le violon jusqu'à l'âge de 12 ans quand il est devenu mécontent des leçons structurées. Il a constaté que même s'il ne pouvait pas lire la musique, il pouvait jouer n'importe quoi s'il l'entendait une fois, il l'appelait sa mémoire phonographique.
À 15 ans, Bachman a vu Elvis Presley chanter durant l'émission télévisée de Tommy Dorsey et la vue de la guitare d'Elvis l'a inspiré. Il a d'abord appris trois accords de son cousin, puis a commencé à pratiquer sur un dobro hawaïen modifié. À 16 ans, Bachman a rencontré Lenny Breau et au cours des deux années suivantes, celui-ci lui a enseigné comment jouer la guitare. Il lui a également fait connaitre la musique de Chet Atkins.
En 1959, Bachman acheta un billet pour voir Les Paul en concert dans un souper club de Winnipeg, mais il ne put entrer car il était trop jeune. Il a plutôt aidé Paul à s'installer avant le spectacle et l'a également aidé à tout recharger dans la voiture après le spectacle. Encore un guitariste en herbe à ce stade, Bachman a demandé à Paul s'il pouvait lui apprendre à mieux jouer la guitare; Paul a fini par lui enseigner sa version de "How High the Moon". 
Il a d'abord été un bon élève à l'école jusqu'à ce qu'il se lance avec sa guitare, lorsqu'il s'est concentré sur cet instrument à l'exclusion de son éducation. Il a réussi la 9e année à l'école secondaire Edmund Partridge, mais a redoublé les 10e et 11e années, d'abord au West Kildonan Collegiate. Au cours de sa deuxième année de 11e, il a été placé dans une classe d'élèves qui, pour la plupart, «échouaient ou abandonnaient et revenaient», et l'enseignant lui a demandé d'être le président de la classe, qui pensait qu'il avait de la «discipline et de la détermination» parce qu'il jouait du violon depuis l'âge de cinq ans. Il a été expulsé de West Kildonan au milieu de cette année en raison de son "manque de sérieux face aux études", et a terminé sa scolarité à Garden City Collegiate. Il a poursuivi ses études en administration des affaires dans l'actuel Red River College, mais n'a pas obtenu son diplôme.

## Carrière musicale professionnelle

### 1958/1970 Chad Allan & The Expressions/The Guess Who?/The Guess Who
En 1958, Chad Allan (de son vrai nom, Allan Peter Stanley Kowbel) a formé son premier groupe Allan & The Silverstones, alors qu'il fréquentait le Miles MacDonald Collegiate. Ensuite en 1960, il a formé un autre groupe, Chad Allan & The Reflections, avec de nouveaux musiciens, outre Chad Allan, lui-même, au chant et à la guitare rythmique, le groupe incluait aussi Randy Bachmam à la guitare rythmique et solo, Jim Kale à la basse, Bob Ashley aux claviers et Garry Peterson à la batterie et au saxophone. En 1965, ce groupe à un succès n ° 1 au Canada avec leur reprise de "Shakin 'All Over" de Johnny Kidd & The Pirates, qui figurait également aux États-Unis à la 22e place. En 1966, après que le groupe ait encore une fois changé de nom pour The Guess Who ?, Bob Ashley ayant quitté, Chad Allan ne participa qu'au premier album It's Time en compagnie du nouveau chanteur Burton Cummings, les deux se partageant le chant, après quoi il a quitté et Cummings est devenu le chanteur soliste. L'album suivant A Wild Pair a ceci de particulier que la face A est occupée par le groupe The Staccatos, alors que la face B présente The Guess Who ?. Par la suite, les membres du groupe laissèrent tomber le point d'interrogation de leur nom pour ne conserver que The Guess Who, avec Burton comme chanteur soliste, ce dernier joue le piano, la flûte traversière et la guitare. Il chantait auparavant avec le groupe The Deverons et a eu deux hits mineurs Blue Is The Night / She's Your Lover et Lost Love / Feel Alright en 1965. C'est en décembre 1965 que Burton se voit offrir le poste de chanteur pour les Guess Who, ce qu'il a accepté avec joie. Entre 1966 et 1968, le groupe a travaillé principalement dans leur pays d'origine au Canada, sortant quelques singles qui ont réussi à se hisser dans le Top 40 au Canada. Au début de 1969, le groupe a finalement percé à l'international avec la chanson à succès "These Eyes", écrite par Bachman et Cummings. The Guess Who a ensuite sorti trois albums à succès au cours des deux prochaines années: Wheatfield Soul (1969), Canned Wheat (1969) et American Woman (1970), ce qui leur a attiré l'attention du grand public. Bachman a écrit, seul ou avec Burton Cummings, la plupart des chansons du groupe pendant cette période. 
Au début des années 1970, le single "American Woman" atteint la première place des charts US Hot 100, une première pour un groupe canadien. Une composition des quatre membres du groupe, la chanson critique les «scènes de ghetto» et les «machines de guerre» des États-Unis, reflétant les expériences des Guess Who lors des nombreuses tournées dans les grandes villes américaines. Avec la guerre du Vietnam à son apogée, de nombreux hommes américains sont allés au Canada pour échapper au service militaire américain. Bachman a quitté le groupe au sommet de sa popularité, peu de temps après la sortie de American Woman. Il a été cité comme étant parti en raison des choix de mode de vie des autres membres du groupe en conflit avec ses croyances lors de sa conversion à l'Église de Jésus-Christ des Saints des Derniers Jours, en plus de vouloir passer plus de temps avec les membres de sa famille. Il souffrait également de problèmes de santé liés à sa vésicule biliaire et devait être suivi par un médecin, ce qui était difficile à faire sur la route.

### 1970/1977 Brave Belt/Bachman-Turner Overdrive
Avant son départ des Guess Who en mai 1970, Bachman enregistre un album solo instrumental pour RCA Records, Axe, pendant trois jours en mars 1970. L'année suivante, il forme le groupe de country rock Brave Belt avec Chad Allan aux claviers et au chant et le frère de Randy, Robbie à la batterie. Brave Belt a sorti son premier LP éponyme en 1971, sur lequel Randy a aussi joué la basse en plus de la guitare. Charles Frederick Turner a ensuite rejoint Brave Belt à la basse et au chant avant le deuxième album, ce qui a permis au groupe d'évoluer vers un son plus lourd. Puis Tim Bachman s'est joint comme second guitariste  mais seulement pour les tournées, et Chad Allan a quitté après le second album Brave Belt II.
Malgré les changements, le deuxième album s'est mal vendu et le groupe a eu du mal à programmer des concerts. Dans une interview de Rolling Stone en 1974, Randy a estimé qu'il y avait eu des pertes d'environ 150,000 dollars en 1971-72 (923,000 dollars en argent  de 2020), avec lui-même absorbant personnellement environ 60% de la perte, car il payait les salaires des autres membres du groupe avec ses redevances provenant de son temps avec les Guess Who. 
Bien que Brave Belt soit relativement inconnu quelque 40 ans plus tard, l'importance du groupe a été résumée par Randy Bachman dans une interview en 2001: «C'était une période innocente d'introspection. Personne ne voulait jouer avec moi quand j'ai quitté The Guess Who. J'étais complètement sur la liste noire. Je n'ai pas pu trouver un musicien décent pour jouer avec moi, à l'exception de Chad Allan, qui avait également participé à The Guess Who et est parti. Lui et moi nous sommes liés, et je n'aurais peut-être pas commencé sans lui , même s'il est parti relativement tôt. Ces albums de Brave Belt sont si importants pour moi parce que, pour la première fois, je faisais ma propre musique, je payais pour cela, j'y trouvais des forces et passais par le processus de trouver la bonne musique pour l'album. Cela m'a conduit à devenir un producteur plus fort pour BTO".
Les deux albums Brave Belt et Brave Belt II ont été réédités sur un seul CD le 17 mars 2009. 
Bien que retirée du label Reprise, la nouvelle formation (Fred Turner avec Randy, Tim et Robbie Bachman) a enregistré et magasiné une démo qui était censée être le prochain album de Brave Belt. La nouvelle direction les a toutefois convaincus de changer de nom - ils ont finalement opté pour Bachman–Turner Overdrive et ont signé un contrat de disques avec Mercury Records. Souvent appelé "B.T.O." en bref, ils sortent leur premier album éponyme en mai 1973, qui est passé totalement inaperçu. 
En décembre 1973, le groupe sort son deuxième album, Bachman – Turner Overdrive II. Cet album a apporté au groupe un plus grand succès commercial que le premier, avec des succès tels que "Takin 'Care of Business" et "Let It Ride", qui se classent respectivement aux # 12 et # 23 aux États-Unis. En 1974, ils sortent leur troisième album intitulé Not Fragile. La sortie a atteint la première place des palmarès des albums au Canada et aux États-Unis. L'album contenait les succès, "Roll On Down the Highway" et "You Ain't Seen Nothin 'Yet", qui se classaient respectivement aux # 14 et # 1. Avec ce dernier, Randy a eu la rare opportunité d'enregistrer un palmarès américain avec deux groupes canadiens différents; l'autre étant "American Woman" pendant qu'il jouait avec The Guess Who. 
Le groupe est resté dans les charts jusqu'au milieu des années 1970 avec ses deux albums suivants, Four Wheel Drive et Head On. Avec ces albums, ils ont réussi à obtenir des chansons à succès supplémentaires avec "Hey You", "Take It Like a Man" et le jazz "Lookin 'Out For No. 1". À la fin de 1976, lors de l'enregistrement de leur sixième album studio Freeways, des désaccords surgirent au sein du groupe. Bachman a écrit toutes les chansons sauf une et a chanté sur chacune d'entre elles sauf deux, tandis que certains des autres membres du groupe estimaient qu'ils n'avaient pas assez de bonnes chansons pour enregistrer et voulaient retarder la sortie de l'album. À sa sortie, l'album a atteint la 70e place aux États-Unis, mais n'a pas eu de singles à succès. Randy Bachman a officiellement quitté le groupe à la mi-mars 1977. Le reste du groupe continuerait d'enregistrer et de tourner jusqu'à la fin de la décennie, après que Randy ait accepté de vendre les droits du nom "BTO" aux autres membres du groupe.

### 1979-1981 Ironhorse
Après son départ de Bachman-Turner Overdrive, Randy a enregistré un deuxième album solo intitulé Survivor mais celui-ci n'a pas réussi à percer aux États-Unis. Après, il a formé un nouveau groupe de hard rock avec Tom Sparks à la guitare et au chant, John Pierce à la basse et Mike Baird à la batterie appelé Ironhorse. Ce groupe a sorti son premier album éponyme en 1979, il contenait le single "Sweet Lui-Louise", qui s'est classé au # 36 aux États-Unis et au # 26 au Canada, et a joué dans d'autres régions d'Europe, y compris l'Italie. Après la tournée de cet album, il y a eu changement de personnel, Tom Sparks a quitté et a été remplacé par Frank Ludwwig, John Pierce a cédé sa place à Ron Foos à la basse et le batteur Mike Baird a été remplacé par Chris Leighton. Le groupe a alors sorti un deuxième album en 1980 intitulé, Everything Is Grey qui contenait des influences pop rock avec une plus grande utilisation des claviers, joués par Frank Ludwig. Puis, après que John Foos ait quitté pour rejoindre Paul Revere and the Raiders, Ironhorse s'est séparé. Fred Turner et Randy Bachman ont alors formé un nouveau groupe appelé Union avec Frank Ludwig et Chris Leighton et n'ont sorti qu'un seul album intitulé On Strike en 1981.
Dans le documentaire From Rags to Riches and Back, Randy a rappelé avoir accumulé une valeur nette de près de 10 millions de dollars en 1977, avant de faire faillite en quatre ans. Il attribue ces événements à son divorce d'avec sa première épouse Lorayne Stevenson et aux batailles judiciaires pour la garde de leurs enfants, ainsi qu'à de lourds investissements dans des projets musicaux qui ne sont pas devenus fructueux.

### Années 80-90 et Réunions + Ringo Starr All Star Band
Bachman a retrouvé The Guess Who en 1983 avec Burton Cummings au chant et au piano, Jim Kale à la basse et Gary Peterson à la batterie, pour une réunion médiatisée. Le groupe a fait une tournée au Canada et a publié une vidéo live, Together Again. Une fois la tournée terminée, Bachman a rejoint Bachman-Turner Overdrive avec Fred Turner, Tim Bachman et Garry Peterson des Guess Who prenant le relais à la batterie. Le groupe reformé a sorti un album studio éponyme en 1984, ainsi qu'un album live en 1986 Live Live Live, après quoi ils ont tourné avec Van Halen pendant la tournée 5150 en 1986 et, en 1987 Randy a quitté le groupe.
En 1988, Bachman-Turner Overdrive s'était reformé à nouveau, cette fois avec Randy Bachman, Blair Thornton, Fred Turner et Robbie Bachman. Le groupe a tourné ensemble jusqu'en 1991, date à laquelle Randy a quitté de nouveau. Puis, en 1997, Randy a participé au groupe All Star Band de Ringo Starr pour une tournée avec, outre Ringo lui-même au chant et à la batterie, Mark Farner de Grand Funk Railroad aussi à la guitare et au chant, John Entwistle des Who à la basse et au chant, Billy Preston et Felix Cavaliere aux claviers et au chant, Mark Rivera au saxophone et le fils de Ringo, Zak Starkey, à la batterie. Un album, Ringo Starr and His Third All-Starr Band-Volume 1, sortira en 1997 sur lequel on retrouve Randy sur les chansons No Sugar Tonight et You Ain't Seen Nothin' Yet. Puis Randy est retourné avec les Guess Who pour une énième réunion en août 1999, alors qu'ils ont joué à Winnipeg à la fin des XIIIes Jeux Panaméricains.

### Années 2000 + The Simpsons + Bachman-Cummings
Bachman a continué en tant que membre de The Guess Who, et a joué avec eux sur plusieurs tournées. En 2000, il a fait une apparition dans Les Simpsons, durant l'épisode Saddlesore Galactica jouant son propre rôle, lors d'une réunion fictive avec Bachman-Turner Overdrive. Le créateur de la série Matt Groening, dont le père est originaire de Winnipeg, est un fan autoproclamé du groupe. Au cours de leur performance dans l'épisode, Homer Simpson crie avec humour "allez au travail des heures supplémentaires" pendant qu'ils interprètent "Takin 'Care of Business" et, plus tard, ils jouent aussi "You Ain't Seen Nothin' Yet".
En 2001, Bachman a reçu un doctorat honorifique en musique de l'Université de Brandon à Brandon, au Manitoba, avec les autres membres des Guess Who. Cette année-là, il a remporté trois prix classiques de la SOCAN. En 2005, Bachman a reçu l'Ordre du Manitoba, la plus haute distinction de la province du Manitoba. Il a été intronisé à l'Allée des célébrités canadiennes pour la première fois, pour son passage avec The Guess Who en 2001. En 2002, The Guess Who a reçu le Prix du Gouverneur général pour les arts du spectacle, la plus grande distinction canadienne pour l'excellence des arts de la scène. En juillet 2003, Bachman a quitté The Guess Who avec le chanteur Burton Cummings, pour former un nouveau projet appelé Bachman-Cummings.
En 2004, Bachman a aidé Kalan Porter sur son premier album, 219 Days. Il aurait suggéré à Kalan de faire un drone au violon pendant "In Spite of It All". Il a également joué un solo de guitare vers la fin de la chanson, "And We Drive". Pendant cette période, Bachman a également sorti un album de chansons originales de jazz mélodique intitulé Jazz Thing. À l'été 2005, Bachman a commencé à animer l'émission de radio d'un océan à l'autre Vinyl Tap sur CBC Radio One. Pour le spectacle, il a joué des enregistrements audio, tout en se remémorant des rencontres personnelles avec des artistes et musiciens célèbres de ses 50 ans de carrière dans la musique rock. Le 2 juillet 2005, Bachman s'est produit à l'étape canadienne du méga-concert global Live 8 organisé par Bob Geldof. En 2008, il a été nommé Officier de l'Ordre du Canada.
Bachman a poursuivi sa carrière en tournée avec le Randy Bachman Band, ainsi qu'avec le Bachman-Cummings Band. Pendant ce temps, il a joué dans un spectacle de style théâtral appelé "Every Song Tells A Story", où il a joué en direct et avec son groupe solo, racontant souvent les histoires derrière l'écriture de ses chansons les plus célèbres des années 1960 et 1970. Bachman et Burton Cummings se sont produits partout au Canada sous le nom de Bachman & Cummings à l'été 2006, lors d'une tournée avec The Carpet Frogs. Bachman et Fred Turner ont aussi terminé un nouvel album qui est sorti en septembre 2010. Le single, intitulé "Rollin 'Along", est sorti en juin 2010 sur iTunes. Le duo a lancé une tournée mondiale de deux ans (2010-2011) sous le nom de Bachman & Turner, en commençant par le Sweden Rock Festival en juin 2010. Parmi les autres dates confirmées, citons le High Voltage Festival à Londres, au Royaume-Uni, en juillet 2010 et au Manitoba. Lors du High Voltage Festival de 2010, on a aussi pu assister à la dernière performance live du groupe Emerson, Lake & Palmer, et on a aussi pu voir Asia, Steve Hackett Uriah Heep et Marillion, entre autres. Événement de retour à la maison à Winnipeg, Manitoba. Puis le duo a publié le prochain single, "Rock n 'Roll is the only way out", sur leur site officiel.

### Les années 2010 +Buffy Sainte-Marie+ Hommage à George Harrison
Bachman a été intronisé à l'Allée des célébrités canadiennes pour la deuxième fois, bien qu'en tant qu'artiste solo en 2012. En juin 2015, il a également reçu le Prix d'excellence de la SOCAN. En 2014, il a sorti un coffret vidéo de ses performances, "Every Song Tells A Story", qui comprend un orchestre symphonique d'accompagnement occasionnel.
En 2015, il a sorti un album intitulé Heavy Blues de son groupe éponyme nouvellement formé, Bachman, avec deux filles à la section rythmique, Anna Ruddick à la basse et Dale Anne Brendon à la batterie. L'album a été influencé par le blues rock classique des années 1960 et présente des contributions musicales d'autres musiciens, notamment: Neil Young, Joe Bonamassa, Peter Frampton, Robert Randolph et Jeff Healey. Le 3 juin 2017, lors d'un concert à Southam au Centre national des arts d'Ottawa, Randy a rejoint l'artiste Buffy Sainte-Marie, actrice et chanteuse canadienne d'appartenance crie, et ils ont interprété plusieurs chansons, dont Up Where we Belong popularisée par Joe Cocker et Jennifer Warnes et, bien sûr, Taking Care of Business. Plus tard en mars 2018, Randy Bachman a publié un album-hommage à George Harrison, By George By Bachman, contenant ses propres versions des succès de ce dernier. L'album comprenait une chanson originale intitulée Between Two Mountains, ainsi que Walter Trout sur la version de While My Guitar Gently Weeps.

### Les années 2020
Bachman est apparu dans une émission télévisée de la CBC intitulée "Stronger Together, Tous Ensemble" le 26 avril 2020 avec divers musiciens et artistes canadiens. Bachman a fait une brève apparition d'une minute pour remercier les travailleurs canadiens de première ligne et a commencé à jouer une courte parodie de Taking Care of Business.

## Style de guitare
Bachman a déclaré que son son de guitare a été influencé par ses premières études de violon, en disant: "quand je voulais jouer un solo de guitare, je jouais comme si c'était du violon. Le violon est principalement lent, mélodique. Donc mes solos de guitare ont tendance à être lent et mélodiques."
Il a mentionné dans des interviews que ses influences comme guitariste incluent Lenny Breau, Leslie West, Wes Montgomery, George Peterson et Hank Marvin.

## Vie privée
Le premier mariage de Randy était avec Lorayne Stevenson (1966 à 1977). Avec elle, il a eu six enfants. Son fils, Tal Bachman, est un guitariste et chanteur surtout connu pour sa chanson à succès «She's So High» en 1999. Sa fille Lorelei Bachman est également écrivaine et musicienne. Il a ensuite épousé Denise McCann de 1982 à 2011), et ils ont eu un enfant. Ils résidaient à Salt Spring Island, en Colombie-Britannique, au Canada. Randy et Denise se sont séparés en 2011. 
Pendant ses premières années de Guess Who, ses croyances religieuses mormones entraient en conflit avec le sexe, la drogue et le style de vie rock'n'roll des autres membres du groupe. 
Randy a subi un pontage gastrique pour réduire son poids. 
Il a également eu une opération réussie sur son épaule en novembre 2007 pour réparer une coiffe de rotateur déchirée, qu'il a blâmée sur son utilisation de plusieurs décennies de guitares lourdes et vintage. 
Randy a sept enfants de deux mariages, 26 petits-enfants et 4 arrière-petits-enfants. 
Il est membre de l'organisation caritative canadienne Artists Against Racism.

## Discographie

### Solo
- 1970 Axe
- 1978 Survivor
- 1992 Any Road
- 1993 Bob's Garage
- 1996 Merge
- 1998 Songbook
- 2001 Every Song Tells A Story
- 2004 Jazz Thing
- 2007 Jazz Thing II
- 2008 Takin' Care of Christmas
- 2014 Vinyl Tap Every Song Tells A Story
- 2015 Heavy Blues - Avec Neil Young, Joe Bonamassa, Peter Frampton, Robert Randolph et Jeff Healey
- 2018 By George - By Bachman - Album hommage à George Harrison.

## Comme membre d'un groupe

### Chad Allan & The Expressions
Albums studio :
- 1965 : Shakin' All Over
- 1965 : Hey Ho (What You Do To Me)
- 1966 : Chad Allan & The Expressions

Compilation : 
- 2008 : Early Roots

### The Guess Who?
- 1966 : It's Time - C'est le seul album avec Chad Allan et Burton Cummings se partageant le chant.
- 1968 : A Wild Pair - La face A est consacrée au groupe The Staccatos, alors que la face B présente The Guess Who ?

### The Guess Who
Albums studio :
- 1969 : Wheatfield Soul
- 1969 : Canned Wheat
- 1970 : American Woman
- 1970 : Born in Canada
- 1976 : The Way They Were

Albums live : 
- 1984 : Together Again
- 1984 : Reunion
- 2000 : Running Back Thru Canada

### Brave Belt
- 1971 : Brave Belt
- 1972 : Brave Belt II

### Bachman-Turner Overdrive
Albums studio :
- 1973 : Bachman-Turner Overdrive
- 1973 : Bachman-Turner Overdrive II
- 1974 : Not Fragile
- 1975 : Head On
- 1975 : Four Wheel Drive
- 1977 : Freeways
- 1984 : Bachman-Turner Overdrive

Albums live : 
- 1977 : B.T.O. Live in Japan
- 1986 : LIve Live Live
- 1990 : All Time Greatest Hits Live - Réédition de Live Live Live.
- 1994 : Best Of Bachman-Turner Overdrive Live
- 1998 : King Biscuit Flower Hour Presents
- 2003 : From the Front Row Live

Compilations :
- 1975 : Rock Is Our Life And These Are Our Songs
- 1976 : Best of BTO (So Far)
- 1983 : You Ain't Seen Nothin' Yet
- 1986 : BTO's Greatest
- 1986 : Masters of Rock
- 1993 : Anthology
- 1998 : Takin' Care of Business
- 2000 : The Millenium Collection
- 2001 : Classic
- 2005 : Gold
- 2006 : BTO - 2 CD
- 2008 : The Definitive Collection
- 2010 : Icon
- 2013 : You Ain't Seen Nothin' Yet: The Collection
- 2015 : Bachman–Turner Overdrive Classic Album Set - Coffret 8 CD.
- 2020 : Essentials

### Ironhorse
Albums studio :
- 1979 : Ironhorse
- 1980 : Everything is Grey

Compilation :
- 2018 : Ironhorse/Everything is Grey

### Union
- 1981 : On Strike

### Bachman Cummings
Albums studio : 
- 2006 : The Thunderbird Trax - Enregistré en 1987.
- 2007 : Jukebox - Les deux musiciens sont accompagnés par le groupe canadien The Carpet Frogs.

Compilation :
- 2006 : Bachman Cummings Songbook

DVD : 
- 2006 : First Time Around

### Bachman & Turner
Albums studio :
- 2010 : Bachman & Turner
- 2010 : Forged In Rock

Album live :
- 2011 : Live At Roseland Ballroom, NYC

Compilation :
- 2010 : Rolling Along

DVD :
- 2011 Bachman And Turner

## Collaborations
- 1977 : My Own Way To Rock de Burton Cummings - Randy guitare rythmique et solo sur Charlemagne et guitares électrique et acoustique sur A Song For Him
- 1978 : Dream Of A Child de Burton Cummings - Randy guitares électrique et acoustique sur Break It To Them Gently, guitare sur 	I Will Play A Rhapsody, guitare et percussions sur Meanin' So Much, guitare sur It All Comes Together
- 1997 : Ringo Starr And His Third All-Starr Band Volume 1 de Ringo Starr - Randy sur No Sugar Tonight et You Ain't Seen Nothin' Yet
- 2000 : Calgary Rock Awards - Artistes Variés - Randy sur 6 chansons.
- 2000 : The Anthology... So Far de Ringo Starr - Randy sur Takin' Care Of Business et You Ain't Seen Nothin' Yet
- 2001 : The Best Of Ringo Starr And His All Starr Band So Far... de Ringo Starr - Compilation, Randy sur You Ain't Seen Nothin' Yet
- 2001 : The Anthology... Sampler de Ringo Starr - Randy sur  You Ain't Seen Nothin' Yet
- 2004 : 219 Days de Kalan Porter - Randy chant sur And we drive.
- 2009 : Songs form the Road de Jeff Healey - Randy guitare sur Hoochie Coochie Man

## Vidéographie
- 2001 Every Song Tells A Story
- 2005 Live 8 Barrie - Burton Cummings devait se produire avec Randy Bachman, mais n'a pu s'y rendre. Randy a joué Takin' Care of Business.
- 2006 Jazz Thing Live in Toronto
- 2008 Live At The Festival International De Jazz De Montreal
- 2014 Vinyl Tap Every Song Tells A Story